# Il cadavere scomparso
Il cadavere scomparso è un film muto italiano del 1916 diretto da Telemaco Ruggeri.

## Trama
Due scultori entrano in un vortice di gelosia che porterà uno di loro ad uccidere l'altro, occultandone il cadavere all'interno di una delle sue statue.